# WWFs fiskguide
Världsnaturfondens fiskguide är en lista skapad av Världsnaturfonden över vilka fiskar som är hotade och vilka fiskar som fortfarande finns i stort bestånd. Konsumentguiden är en del av Världsnaturfondens arbete för att värna hållbara marina ekosystem och stoppa utfiskningen av haven. Målet är att underlätta för konsumenter, dagligvaruhandel, offentlig sektor och restauranger att välja hållbar fisk. Den första guiden utkom 2002.
För att bidra till en bättre havsmiljö och ett mer uthålligt fiske bör man titta efter miljömärkta fiskprodukter. För fisk och skaldjur finns det produkter märkta med MSC, Marine Stewardship Council, och KRAV som man kan fråga efter när man handlar. Under 2011 kommer även den internationella märkningen ASC, Aquaculture Stewardship Council, för odlade arter. För alla tre märkningarna är det en oberoende part som genomför själva certifieringen.
Världsnaturfondens fiskguide är uppdelad i tre färger: grön, gul och röd.

## Gröna
Grön signal betyder Smaklig måltid!
Abborre (MSC, Hjälmaren, Vättern), Alaska pollock (MSC, nordöstra Stilla havet), blåmussla, odlad (MSC, KRAV), gös (MSC), hoki (MSC),  hummer (burfångad, Sverige), hälleflundra (MSC), kolja (MSC, KRAV, garnfångad, lina), krabba (burfångad, Sverige), kummel/vitling (MSC), kungskrabba (Norge), odlad lax, (MSC, KRAV), makrill (MSC), ostron (MSC), pangasius/hajmal (ASC), räkor (MSC, KRAV), rödspätta (MSC),  sardin (MSC), sej (MSC, KRAV), sill (MSC, KRAV), skarpsill, tilapia (ASC), tonfisk (MSC), torsk (MSC, KRAV), tunga/flundra (MSC).

## Gula
Gul signal betyder Var försiktig med!
Abborre (Östersjön, Vänern, Mälaren, odlad), Alaska pollock (nordvästra Stilla Havet), gädda (Östersjön, insjö), gös, havskräfta (burfångad, selektivt trålad), hummer (östra Kanada), hälleflundra (odlad, garnfångad, lina), kolja (Barents hav), krabba, kummel (lina), lake (insjö), odlad lax (odlad, norra Europa), långa (lina, Island, Barents hav), nordhavsräka (Barents hav, Island, nordvästra Grönland), piggvar (odlad, garnfångad, lina), regnbåge (odlad, norra Europa), röding/öring (odlad), fjällröding, rödspätta (garnfångad, Östersjön, Nordsjön, sej, sik (insjö, Östersjön), siklöja (Vänern, norra Östersjön), sill/strömming (västra Östersjön), skrubbskädda (garnfångad, Östersjön, Nordsjön), sötvattenkräfta,  tonfisk (skipjack, gulfenad), torsk (odlad/västra Östersjön), tunga (garnfångad)

## Röda
Röd signal innebär Låt bli!
Blåmussla (trålad), flodkräfta, haj, havskatt, havskräfta (trålad), hoki, hälleflundra (trålad), kolja (trålad, nordöstra Atlanten), kummel (trålad), kungsfisk/uer, kungskrabba (Kamtjatka), lake (Östersjön), odlad  lax (Östersjön, nordöstra Atlanten, Chile), långa (trålad), marulk, nordhavsräka (nordvästra Atlanten), plattfisk (trålad), ostron (trålade), regnbåge (odlad Chile/Turkiet), rocka, röding (vild), sik (norra Östersjön, siklöja (Vättern, Mälaren), svärdfisk, tilapia, tonfisk (blåfenad/gulfenad), torsk (Nordsjön, Skagerrak, Kattegatt), tropisk räka/scampi/jätteräka, europeisk ål.